# Mehmet Güven
Mehmet Güven (Malatya, 30 luglio 1987) è un ex calciatore turco, di ruolo centrocampista.

## Carriera
Ha giocato nella prima divisione turca.

## Palmarès

### Club

#### Competizioni nazionali
- Campionato turco: 1

Galatasaray: 2007-2008
- Supercoppa di Turchia: 1

Galatasaray: 2008